# TDK Electronics
TDK Electronics AG est une société d'origine nippo-allemande, spécialisée dans la fabrication de composants électroniques passifs.

## Activité
En 2005, fabrication de composants passifs : télécoms (45 %), industrie (19 %), consommation (15 %), auto (9 %), autres (12 %).

## Histoire
L'entreprise a été créée en 1999 comme Epcos AG. Cette entreprise était issue du regroupement des activités dans ce secteur de Siemens et de Matsushita en 1989 sous la forme d'une coentreprise nommée Siemens Matsushita Components. En 2008, TDK prend le contrôle de Epcos en possédant 75% des actions de l'entreprise. En 2018, l'entreprise est renommée TDK Electronics.

## Données boursières

### Actionnariat
2005 : Flottant estimé 74,9 %, Siemens 12,55 %, Matsushita 12,55 %.